# Euphaedra neophron
Euphaedra neophron är en fjärilsart som beskrevs av Carl Heinrich Hopffer 1855. Euphaedra neophron ingår i släktet Euphaedra och familjen praktfjärilar. Inga underarter finns listade i Catalogue of Life.